# Rio Ave Futebol Clube
Rio Ave Futebol Clube je portugalski nogometni klub iz grada Vile do Conde na portugalskom sjeveru.
Utemeljen je 1939. godine.

## Klupski uspjesi
- Segunda Divisão de Honra 1995./96. (pobjednici)
- Segunda Liga 2002./03. (pobjednici)
- 2ª Divisão B 1985./86.
- Campeão Nacional da 3ª Divisão 1976./77.

U 1. portugalsku ligu, SuperLigu, ušli su ponovo 2002./03., a najveći uspjeh kluba je sezona 2012./13. kada su završili na 6. mjestu.
Sudionici završnice portugalskog kupa 1984. godine (izgubili od Porta).

## Vanjske poveznice
- Sítio Oficial do Rio Ave Službene stranice
- Blogue do Rio Ave Blog stranica  Arhivirana inačica izvorne stranice od 23. travnja 2006. (Wayback Machine)